# 水产业
水产业（aquatic products industry，或fishery）泛指一切向市场供应水生副食品和商业价值产品的企业，是第一产业中的一个大类，同种植业和畜牧业一起是食品产业的重要组成部分。水产业主要分负责捕捞野生水产的渔业和人工饲养水产的水产养殖业两种，以及所有依附于以上两个产业进行的食品加工、提炼和分销的供应链。

## 水产种类
水产品或水产即水生产品，泛指一切来源于水域生态系统的消费品，其中主要部分是各类副食产品，比如肉食（主要是鱼肉和虾肉）、调料（如鱼子酱、鱼露、鱼浆、紫菜）和食品添加剂（如虾红素）。此外水生产品还可以用作原料生产明胶、药品（如鱼油、各类中药材）、饲料和有机肥（鱼粉）、装饰物（如珍珠、玳瑁、鹦鹉螺）和工业材料（生物塑料）等等。
水产业所供应的各类淡水水产和咸水水产（海水水产，即海产）包括：
- 水生动物
  - 鱼类，包括硬骨鱼（大部分鱼类，主要是辐鳍鱼）、软骨鱼（鲨、鳐、锯鳐）、无颌鱼（七鳃鳗和盲鳗）
  - 爬行类，比如鳖（如中华鳖、山瑞鳖）、泽龟（如黄喉拟水龟、红耳龟）、地龟（如草龟、花龟、金钱龟、锯缘摄龟）、海龟（如玳瑁、绿蠵龟）等
  - 两栖类，比如食用蛙类（如虎皮蛙、美国牛蛙）、大鲵（可能非法）
  - 甲壳类，比如虾、蟹、龙虾、鳌虾、虾蛄、磷虾等
  - 蛸类，比如鱿鱼、墨鱼、章鱼
  - 贝类，比如海螺、鲍鱼、蛤蜊、牡蛎、扇贝、贻贝等
  - 棘皮类，比如海参、海胆、海星等
  - 水母，主要指根口水母目可食用的海蜇属（如海蜇、黄斑海蜇），此外还有越前水母、端棍水母、海月水母、水晶水母等
- 藻类
  - 大型藻，比如海带、紫菜、裙带菜、海莴苣、青海苔等等，主要用于食用
  - 微型藻，主要是绿藻、红藻和硅藻，可以用来生产琼脂、藻酸、卡拉胶、肥料、染料、生物塑料和藻质燃料等医用、农业和工业用料
- 细菌：主要是蓝绿菌（比如螺旋藻和束丝藻），可用来生产食品、营养品、增稠剂、药材（比如治疗辐射病的抗氧化剂）和帮助固氮的农业添加剂
- 水生植物
  - 山龙眼目，主要是莲科的荷花和黄莲花，提供莲藕和莲籽
  - 睡莲目，包括睡莲科的睡莲和萍蓬草、莼菜科的莼菜
  - 禾本目，主要是禾本科的茭白
  - 泽泻目，主要是天南星科的沼芋和水芙蓉

一些水生昆虫，比如龙虱和摇蚊幼虫（红虫），也被小规模商业养殖，但这通常被算作畜牧业的昆虫养殖，并不划入水产业的范畴。一些爬行动物，比如鳄类和蛇类，虽然也可能自然栖息在水生环境，因为在养殖时经常会旱养，所以通常也不划入水产。